# جي سي بي المتحدة
جي سي بي المتحدة (بالإنجليزية JCB Co., Ltd.) (باليابانية: 株式会社ジェーシービー) ؛ مكتب الائتمان الياباني سابقًا) هي شركة بطاقات ائتمان مقرها في طوكيو باليابان. يتم قبولها لدى تجار JCB ، ولديها تحالفات إستراتيجية مع تجار شبكة ديسكوفر في الولايات المتحدة وتجار يونيون باي في الصين وتجار أمريكان إكسبريس في كندا وتجار رو باي في الهند. [بحاجة لمصدر]

## التاريخ
تأسست جي سي بي عام 1961 كمكتب ائتمان ياباني، وأسست نفسها في سوق البطاقات الائتمانية اليابانية عندما اشترت مكتب أوساكا للائتمان في عام 1968، ويتم إصدار بطاقاتها الآن في 20 دولة مختلفة. يوجد 69 مليون من حاملي بطاقات JCB في جميع أنحاء العالم واستخدموا بطاقاتهم لبشراء بأكثر من 62$ بليون دولار أمريكي من السلع والخدمات سنويا في 190 دولة حول العالم. تدير جي سي بي أيضًا شبكة من صالات العضوية تستهدف المسافرين من شرق آسيا في أوروبا وآسيا وأمريكا الشمالية.
منذ عام 1981، قامت جي سي بي بتوسيع أعمالها في الخارج. يتم إصدار بطاقات جي سي بي في 20 دولة، وفي معظم البلدان، تتعاون جي سي بي مع المؤسسات المالية لترخيصها لإصدار بطاقات تحمل علامة JCB.
تتم جميع العمليات الدولية من خلال شركتها التابعة المملوكة بنسبة 100٪، وهي JCB International Credit Card Co. Ltd.
في الولايات المتحدة، جي سي بي ليست شبكة بطاقات ائتمان أساسية مثل فيزا أو ماستر كارد أو ديسكوفر أو أمريكان إكسبريس. في حين تم قبول العلامة التجارية في المقام الأول من قبل الشركات ذات الصلة بالسياحة مثل شركات الطيران وشركات تأجير السيارات والفنادق وتجار التجزئة اليابانيين المتخصصين والمتاجر المختارة، إلا أنها حصلت على قبول أوسع عندما أعلنت جي سي بي في 23 أغسطس 2006 عن تحالف مع شبكة ديسكوفر. وقعت الشركتان اتفاقية طويلة الأمد أدت إلى قبول بطاقات شبكة ديسكوفر التجارية في محطات جي سي بي التجارية للبيع في اليابان وبطاقات جي سي بي على شبكة ديسكوفر في الولايات المتحدة. هذه الشراكة أصبحت عاملة عام 2011.
تم إصدار حسابات جي سي بي المحلية في الولايات المتحدة من قبل (JCB USA)، وتم تقديمها لسكان كاليفورنيا وكونيتيكت وإلينوي ونيويورك ونيو جيرسي وأوريجون وواشنطن وهاواي. توقفت JCB USA عن إصدار بطاقات جي سي بي في السوق الأمريكية في 8 يناير 2018، وأغلقت جميع حسابات بطاقات ائتمان المستهلك الحالية في 30 أبريل 2018. [بحاجة لمصدر] تستمر بطاقات جي سي بي الأجنبية في العمل من خلال شراكة شبكة ديسكوفر. [بحاجة لمصدر]

## روابط خارجية
- موقع JCB العالمي (باليابانية)
- JCBUSA (بالإنجليزية)
- موقع JCB Corporate نسخة محفوظة 20 يوليو 2016 على موقع واي باك مشين. (بالإنجليزية)